# تقنية تصميم الاختبار
في هندسة البرمجيات، تقنية تصميم الاختبار هي إجراء لتحديد شروط الاختبار وحالات الاختبار وبيانات الاختبار أثناء اختبار البرمجيات.
تتضمن تقنيات تصميم الاختبار دائمًا معايير اختيار الاختبار التي تحدد متى تتوقف عن تصميم المزيد من حالات الاختبار. وهي تختلف عن إنشاء الاختبار، والتي تستند إلى معايير كفاية بيانات الاختبار عن طريق اختيار بيانات الاختبار المناسبة لتقليل المخاطر إلى مستوى مقبول. وهي تختلف عن إنشاء الاختبار، والتي تستند إلى معايير كفاية بيانات الاختبار عن طريق اختيار بيانات الاختبار المناسبة لتقليل المخاطر إلى مستوى مقبول.
تتعلق تقنيات تصميم الاختبار بفئات تصميم الاختبار المختلفة وأساس الاختبار.
| أساس الاختبار                | فئة تصميم الاختبار           | تقنية تصميم الاختبار |
| ---------------------------- | ---------------------------- | --- |
| المتطلبات غير الرسمية        | قائم على المواصفات           | تقسيم متكافىء تحليل قيمة الحدود جدول القرار السبب والنتيجة الرسوم البيانية استخدم اختبار الحالة اختبار قصة المستخدم شجرة التصنيف اختبار مخصص |
| شبه رسمية أو رسمية المتطلبات | على أساس النموذج فحص النموذج | اختبار انتقال الموقع اختبار بناء الجملة |
| الهيكل (مثل الرمز)           | قائم على الهيكل              | اختبار التحكم في التدفق اختبار تدفق البيانات اختبار المسار اختبار الحالة اختبار الطفرة                                                       |
| تجربة                        | على أساس الخبرة              | خطأ في التخمين اختبار استكشافي اختبار الهجوم قوائم المراجعة                                                                                  |
| العيوب والفشل                | قائم على الخطأ               | على أساس الفشل الاختبار القائم على التصنيف                                                                                                   |

على سبيل المثال، تستند التقنيات المستندة إلى المواصفات إلى بعض المعلومات المتاحة حول البرنامج الذي سيتم تنفيذه مثل المتطلبات وقصص المستخدم وما إلى ذلك. تعتمد التقنيات القائمة على الخبرة على معرفة المختبر والتطبيق الجاري تشغيله والخبرة المكتسبة أثناء عملية الاختبار. يجب تطبيق تقنيات تصميم الاختبار بشكل منهجي.

## كيفية اختيار تقنيات تصميم الاختبار المناسب[1]
يشير تصميم اختبار البرمجيات إلى عملية تصميم اختبارات مختلفة تجيب على الأسئلة: أي حالة اختبار؟ كم العدد؟ كيفية الحصول على حالات الاختبار هذه؟
كل تقنية تصميم اختبار مناسبة لتحديد نوع معين من عيوب البرمجيات. يجب أن تلبي تقنية تصميم الاختبار المحددة أهداف الاختبار ونتائج تحليل المخاطر والتعقيد. في معظم الحالات، يجب على المرء تطبيق أكثر من تقنية تصميم اختبار واحد معًا. في بعض تقنيات تصميم الاختبار، يجب أيضًا اختيار معيار اختيار الاختبار المناسب. على سبيل المثال، في اختبار انتقال الحالة، يمكننا تحديد العديد من معايير اختيار الاختبار. من ناحية أخرى، بالنسبة لتحليل القيمة الحدودية، فإن معيار اختيار الاختبار متضمن في التقنية.
تقنيات الاختبار الأكثر اعتمادًا هي: استخدام اختبار الحالة، وتحليل القيمة الحدودية، وتقسيم التكافؤ، وجداول القرار، واختبار انتقال الحالة، والاختبار الزوجي وأشجار التصنيف، وكلها تستند إلى المواصفات.